# Crustastun

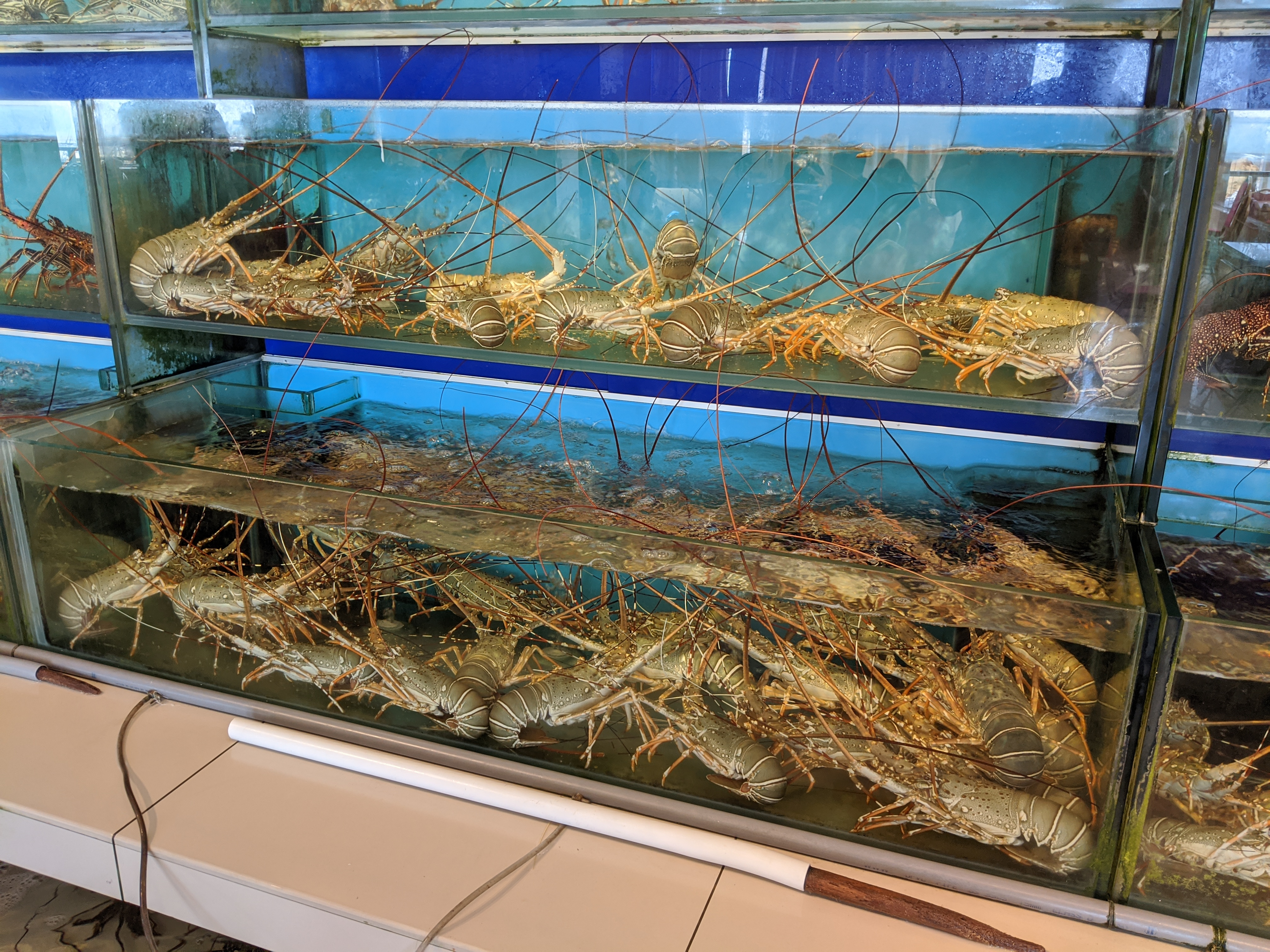
Kreeftenaquarium in een restaurant.

De CrustaStun is een apparaat dat is ontworpen om vóór het koken een dodelijke elektrische schok toe te dienen aan schelpdieren zoals kreeften, krabben en rivierkreeften. Dit voorkomt het koken van een levend schelpdier dat pijn kan ervaren op een manier die vergelijkbaar is met gewervelde dieren. 

## Apparaat
De CrustaStun bestaat uit een roestvrij stalen kistje, ongeveer zo groot als een huishoudelijke magnetron, met daarin een bakje met een rooster, een natte spons en een elektrode. Het schelpdier wordt op het rooster geplaatst en wanneer het deksel gesloten en de knop ingedrukt wordt, geleidt de natte spons de stroom die het dier elektrocuteert, met een stroomstoot van 120 volt, 2-8 ampère. Naar verluidt zou de CrustaStun het schelpdier bewusteloos maken in 0,3 seconden en het dier doden in 5 tot 10 seconden, vergeleken met 3 minuten om een kreeft te doden door koken of 4,5 minuten voor een krab. 
De uitvinder van het apparaat, Simon Buckhaven, werkte twee jaar samen met wetenschappers van de Universiteit van Bristol aan de ontwikkeling van het apparaat, dat onder meer door een bedrijf in Engeland wordt vervaardigd, met een kostprijs rond de 2.500 pond (ca. 2.800 euro, 2009).

## Gebruik
Er wordt beweerd dat schelpdieren die met de CrustaStun zijn gedood, beter smaken dan die welke door koken zijn gedood. Waitrose, Tesco en andere grote supermarkten in het Verenigd Koninkrijk staan erop dat alle aan hen geleverde schelpdieren volgens deze methode worden gedood.
In België werd het apparaat rond 2010 aangekondigd. Het was in 2012 in gebruik in Wales (VK).